# اس‌اس امپایر بروس
اس‌اس امپایر بروس (به انگلیسی: SS Empire Bruce) یک زیردریایی بود که طول آن ۴۲۳ فوت ۸ اینچ (۱۲۹٫۱۳ متر) بود. این زیردریایی در سال ۱۹۴۱ ساخته شد.